# Saint-Grégoire Rennes Métropole Handball
Actualités
Dernière mise à jour : 24 août 2021.
Le Saint-Grégoire Rennes Métropole Handball est la section haut niveau féminin du Rennes Métropole Handball. Elle évolue en Division 2. L'équipe réserve évolue en Nationale 2. Les matchs se jouent à Saint-Grégoire, au nord de Rennes, dans la salle de la Ricoquais.

## Historique
Le club a été fondé en 2001 sous le nom de Rennes Métropole Handball (RMH) mais n'est opérationnel qu'à partir de la saison sportive 2002-2003. En juin 2006 a lieu la fusion complète (du mini Hand aux séniors garçons) entre l'US Acigné HB et le RMH. Depuis 2006, tous les licenciés jouent sous licence sportive RMH. Le pôle compétition féminin s'entraîne à Rennes avec une volonté de passerelle entre ces deux lieux de pratique.
A l’issue de la saison 2008/2009, l'équipe séniors filles 1 qui joue à Rennes salle Rapatel termine première de sa poule de Nationale 2 et accède en Nationale 1. Elle retrouvera toutefois la Nationale 2 en juin 2012.
Durant l'année 2012, le club recherche une salle de sports adaptée à la pratique du haut niveau capable d'accueillir plus de public (300 places à Rennes) et les partenaires privés. Une seule salle de sports au nord de la métropole rennaise répond à ces deux critères. Elle se situe à Saint-Grégoire : la salle de la Ricoquais (600 places + 300 debout).
En septembre 2012, en accord avec la Ville de Saint Grégoire et la FFHB, une convention d'entente est mise en place avec le club du CMG sur Ille (La Chapelle-des-Fougeretz, Montgermont, St-Grégoire) pour former le Saint-Grégoire Rennes Métropole Handball. Les compétitions féminines à vocation nationale ont lieu à la salle de la Ricoquais de Saint-Grégoire. Cette 1ère année d'entente se concrétise par la remontée de l'équipe 1 en Nat 1. 
Après deux saisons en Nationale 1, le club accède en 2016 au championnat de France de Division 2 et voit son centre de formation (joueuses post bac 18 à 23 ans) labellisé par le Conseil Régional.

## Entraineurs
- Olivier Mantès : Directeur technique, manager de l'équipe de D2.
- Mathieu Machefert : Préparateur physique.
- Jean-Paul Sagnal : Entraîneur des gardiennes de buts.
- Thomas Boisteau : Entraineur Nationale 1 et analyste vidéo.

## Bilan saison par saison
| Saison                                   | Div.          | Clas.            | Vic-Déf-Nul  | Playoffs                       | Coupe de France    | Entraîneur     |
| Rennes Métropole Handball                |               |                  |              |                                |                    |                |
| 2005-2006                                | 5 Nationale 3 | 4e/12 - poule 2  | 14 - 05 - 03 | -                              | 16e de finale      | Olivier Mantès |
| 2006-2007                                | 5 Nationale 3 | 1re/12 - poule 2 | 19 - 01 - 02 | Vice-championne                | ?                  | Olivier Mantès |
| 2007-2008                                | 4 Nationale 2 | 7e/12 - poule 1  | 11 - 10 - 01 | -                              | Pas de compétition | Olivier Mantès |
| 2008-2009                                | 4 Nationale 2 | 2e/10 - poule 2  | 14 - 03 - 01 | Défaite en barrage d'accession | ?                  | Olivier Mantès |
| 2009-2010                                | 4 Nationale 2 | 1re/12 - poule 2 | 20 - 02 - 00 | Quarts de finale               | 3e tour            | Olivier Mantès |
| 2010-2011                                | 3 Nationale 1 | 7e/12 - poule 1  | 11 - 10 - 01 | -                              | 3e tour            | Olivier Mantès |
| 2011-2012                                | 3 Nationale 1 | ?                | ?            | -                              | 4e tour            | Olivier Mantès |
| Saint-Grégoire Rennes Métropole Handball |               |                  |              |                                |                    |                |
| 2012-2013                                | 4 Nationale 2 | 1re/12 - poule 2 | 20 - 02 - 00 | ?                              | 3e tour            | Olivier Mantès |
| 2013-2014                                | 3 Nationale 1 | 6e/12 - poule 1  | 10 - 10 - 02 | -                              | 16e de finale      | Olivier Mantès |
| 2014-2015                                | 3 Nationale 1 | 9e-10e/12        | 06 - 15 - 01 | -                              | 32e de finale      | Olivier Mantès |
| 2015-2016                                | 3 Nationale 1 | 1er/12           | 17 - 04 - 01 | ?                              | 16e de finale      | Olivier Mantès |
| 2016-2017                                | 2 Division 2  | 6e/12            | 07 - 09 - 04 | -                              | 16e de finale      | Olivier Mantès |
| 2017-2018                                | 2 Division 2  | 11e/12           | 07 - 14 - 01 | -                              | 16e de finale      | Olivier Mantès |
| 2018-2019                                | 3 Nationale 1 | 1er/12 - poule 2 | 20 - 01 - 01 | -                              | 3e tour            | Olivier Mantès |
| 2019-2020                                | 2 Division 2  | 5e/8 - poule 1   | 07 - 07 - 00 | Arrêté                         | 16e de finale      | Olivier Mantès |
| 2020-2021                                | 2 Division 2  | 7e/8 - poule 1   | 05 - 08 - 01 | 2e/4 - play-down poule B       | Non qualifié       | Olivier Mantès |
| 2021-2022                                | 2 Division 2  | 11e/14           | 08 - 16 - 02 | -                              | 1re tour           | Olivier Mantès |
| 2022-2023                                | 2 Division 2  | 11e/13           | 06 - 16 - 02 | -                              | 1re tour           | Olivier Mantès |
| 2023-2024                                | 2 Division 2  | 7e/13            | 09 - 14 - 01 | -                              | 3e/3 poule F       | Olivier Mantès |
| 2024-2025                                | 2 Division 2  | ?e/14            | ?? - ??      | -                              | ?e tour            | Olivier Mantès |

Légende : 2, 3, 4, 5: niveau de la compétition.

## Logo

Ancien logo (2012-2019)
Logo utilisé depuis 2019